# Solariella
Solariella is een geslacht van weekdieren uit de klasse van de Gastropoda (slakken).

## Soorten
- Solariella affinis (Friele, 1877)
- Solariella amabilis (Jeffreys, 1865)
- Solariella anarensis Dell, 1972
- Solariella antarctica Powell, 1958
- Solariella basilica B. A. Marshall, 1999
- Solariella bathyantarctica Numanami, 1996
- Solariella benthicola (Powell, 1937)
- Solariella bermejoi Rolán, Hernández & Déniz, 2005
- Solariella brychia (Watson, 1879)
- Solariella cancapae Vilvens & Swinnen, 2007
- Solariella cancilla Dall, 1927
- Solariella carinata (Laws, 1935) †
- Solariella carvalhoi Lopes & Cardoso, 1958
- Solariella chani Vilvens, 2009
- Solariella charopa (Watson, 1879)
- Solariella chodon Vilvens, 2009
- Solariella cincta (Philippi, 1836)
- Solariella cingulima Locard, 1898
- Solariella cristata Quinn, 1992
- Solariella crossata Dall, 1927
- Solariella dedonderorum (Poppe, Tagaro & Dekker, 2006)
- Solariella delicata Dall, 1919
- Solariella diomedea Dall, 1919
- Solariella elegantula Dall, 1925
- Solariella euteia Vilvens, 2009
- Solariella exigua B. A. Marshall, 1999
- Solariella flavida B. A. Marshall, 1999
- Solariella fossa (Laws, 1932) †
- Solariella galkini Bagirov, 1995
- Solariella intermedia (Leche, 1878)
- Solariella iris (Dall, 1881)
- Solariella kempi Powell, 1951
- Solariella lacunella (Dall, 1881)
- Solariella lenis (Marwick, 1928) †
- Solariella lupe Rolán, Hernández & Déniz, 2005
- Solariella lusitanica (P. Fischer, 1882)
- Solariella luteola (Powell, 1937)
- Solariella maculata S.V. Wood, 1842 †
- Solariella margaritifera (Okutani, 1964)
- Solariella marginulata (Philippi, 1844) †
- Solariella marshalli (Maxwell, 1992) †
- Solariella micans Dautzenberg & H. Fischer, 1896
- Solariella micraulax McLean, 1964
- Solariella multirestis Quinn, 1979
- Solariella nanshaensis Dong, 2002
- Solariella nuda Dall, 1896
- Solariella obscura (Couthouy, 1838)
- Solariella ordo (Laws, 1941) †
- Solariella ornatissima (Schepman, 1908)
- Solariella patriae Carcelles, 1953
- Solariella peramabilis Carpenter, 1864
- Solariella periscopia Dall, 1927
- Solariella peristicta B. A. Marshall, 1999
- Solariella plakhus Vilvens, 2009
- Solariella plicatula (Murdoch & Suter, 1906)
- Solariella pompholugota (Watson, 1879)
- Solariella pygmaea Poppe, Tagaro & Dekker, 2006
- Solariella quinni Barros & Pereira, 2008
- Solariella rhina (Watson, 1886)
- Solariella sanjuanensis Poppe, Tagaro & Dekker, 2006
- Solariella segersi (Poppe, Tagaro & Dekker, 2006)
- Solariella semireticulata (Suter, 1908)
- Solariella susanae Maxwell, 1988 †
- Solariella tavernia Dall, 1919
- Solariella tenuicollaris Golikov & Sirenko, 1998
- Solariella triplostephanus Dall, 1910
- Solariella trivialis Lozouet, 2015 †
- Solariella tryphenensis (Powell, 1930)
- Solariella tubula Dall, 1927
- Solariella varicosa (Mighels & Adams, 1842)
- Solariella venusta (Maxwell, 1969) †
- Solariella vera (Powell, 1937)
- Solariella zaccales Melvill, 1903